# Hiroaki Tajima
Hiroaki Tajima (田島 宏晃 Tajima Hiroaki?), född 27 juni 1974 i Shizuoka prefektur, är en japansk före detta fotbollsspelare.
Tajima började sin karriär 1993 i Shimizu S-Pulse. Efter Shimizu S-Pulse spelade han för Honda FC, Yokohama FC och Sagawa Express Tokyo. Han avslutade karriären 2003.